# Lekkoatletyka na Letnich Igrzyskach Olimpijskich 2012 – siedmiobój kobiet
Siedmiobój kobiet – jedna z konkurencji lekkoatletycznych rozgrywanych podczas igrzysk olimpijskich w Londynie. 
Obrończyni tytułu mistrzowskiego z 2008 roku Ukrainka Natala Dobrynśka nie ukończyła rywalizacji w Londynie. Ustalone przez International Association of Athletics Federations minima kwalifikacyjne do igrzysk wynosiły 6150 pkt. (minimum A) oraz 5950 pkt. (minimum B). Zawody olimpijskie zaliczane były do cyklu IAAF World Combined Events Challenge.

## Terminarz
Czas w Londynie (UTC+1:00)
| Data                    | Godzina                 | Konkurencja                               |
| ----------------------- | ----------------------- | ----------------------------------------- |
| Piątek, 3 sierpnia 2012 | 10:05 11:15 19:00 20:45 | 100 m ppł Skok wzwyż Pchnięcie kulą 200 m |
| Sobota, 4 sierpnia 2012 | 10:05 11:40 20:35       | Skok w dal Rzut oszczepem 800 m           |

## Rezultaty
| Poz. | Zawodniczka               | Punkty    | 100 m ppł     | Skok wzwyż   | Pchnięcie kulą | 200 m         | Skok w dal   | Rzut oszczepem | 800 m        |
| ---- | ------------------------- | --------- | ------------- | ------------ | -------------- | ------------- | ------------ | -------------- | ------------ |
| 1    | Jessica Ennis             | 6955 (NR) | 1195 12.54 s♦ | 1054 1.86 m  | 813 14.28 m    | 1096 22.83 s♦ | 1001 6.48 m  | 812 47.49 m    | 984 2:08.65♦ |
| 2    | Lilli Schwarzkopf         | 6649 (PB) | 1086 13.26 s  | 1016 1.83 m  | 845 14.77 m    | 908 24.77 s   | 943 6.30 m   | 894 51.73 m    | 957 2:10.50  |
| 3    | Tatjana Czernowa          | 6628      | 1053 13.48 s  | 978 1.80 m   | 805 14.17 m    | 1013 23.67 s  | 1020 6.54 m♦ | 788 46.49 m    | 971 2:09.56  |
| 4    | Austra Skujytė            | 6599 (PB) | 978 14.00 s   | 1132 1.92 m♦ | 1016 17.31 m♦  | 848 25.43 s   | 927 6.25 m   | 882 51.13 m    | 816 2:20.59  |
| 5    | Antoinette Nana Djimou    | 6576 (PB) | 1130 12.96 s  | 978 1.80 m   | 811 14.26 m    | 913 24.72 s   | 890 6.13 m   | 974 55.87 m    | 912 2:13.62  |
| 6    | Jessica Zelinka           | 6480      | 1178 12.65 s  | 830 1.68 m   | 848 14.81 m    | 1047 23.32 s  | 822 5.91 m   | 778 45.75 m    | 977 2:09.15  |
| 7    | Kristina Sawicka          | 6452      | 1069 13.37 s  | 1016 1.83 m  | 845 14.77 m    | 937 24.46 s   | 915 6.21 m   | 738 43.70 m    | 932 2:12.27  |
| 8    | Laura Ikauniece           | 6414 (PB) | 1020 13.71 s  | 1016 1.83 m  | 704 12.64 m    | 965 24.16 s   | 890 6.13 m   | 885 51.27 m    | 934 2:12.13  |
| 9    | Hanna Melnyczenko         | 6392      | 1077 13.32 s  | 978 1.80 m   | 725 12.96 m    | 972 24.09 s   | 975 6.40 m   | 742 43.86 m    | 923 2:12.90  |
| 10   | Brianne Theisen           | 6383      | 1080 13.30 s  | 1016 1.83 m  | 720 12.89 m    | 947 24.35 s   | 853 6.01 m   | 792 46.47 m    | 975 2:09.27  |
| 11   | Dafne Schippers           | 6324      | 1053 13.48 s  | 978 1.80 m   | 772 13.67 m    | 1096 22.83 s♦ | 937 6.28 m   | 603 36.63 m    | 885 2:15.52  |
| 12   | Nadine Broersen           | 6319 (PB) | 1030 13.64 s  | 1054 1.86 m  | 765 13.57 m    | 875 25.13 s   | 831 5.94 m   | 899 51.98 m    | 865 2:16.98  |
| 13   | Jessica Samuelsson        | 6300 (PB) | 1039 13.58 s  | 941 1.77 m   | 806 14.18 m    | 957 24.25 s   | 905 6.18 m   | 706 42.02 m    | 946 2:11.31  |
| 14   | Katarina Johnson-Thompson | 6267 (PB) | 1053 13.48 s  | 1093 1.89 m  | 616 11.32 m    | 1007 23.73 s  | 908 6.19 m   | 636 38.37 m    | 954 2:10.76  |
| 15   | Sharon Day                | 6232      | 1040 13.57 s  | 941 1.77 m   | 813 14.28 m    | 946 24.36 s   | 804 5.85 m   | 742 43.90 m    | 946 2:11.31  |
| 16   | Jana Maksimawa            | 6198 (PB) | 983 13.97 s   | 1093 1.89 m  | 800 14.09 m    | 848 25.43 s   | 846 5.99 m   | 712 42.33 m    | 916 2:13.37  |
| 17   | Eliška Klučinová          | 6109      | 977 14.01 s   | 978 1.80 m   | 723 12.93 m    | 887 25.00 s   | 890 6.13 m   | 776 45.65 m    | 878 2:16.08  |
| 18   | Ellen Sprunger            | 6107      | 1072 13.35 s  | 867 1.71 m   | 702 12.62 m    | 1020 23.59 s  | 813 5.88 m   | 776 45.63 m    | 857 2:17.54  |
| 19   | Olga Kurban               | 6084      | 1041 13.46 s  | 978 1.80 m   | 775 13.71 m    | 992 23.88 s   | 798 5.83 m   | 674 40.36 m    | 826 2:19.82  |
| 20   | Marisa De Aniceto         | 6030      | 1015 13.74 s  | 867 1.71 m   | 733 13.09 m    | 863 25.26 s   | 777 5.76 m   | 899 51.98 m    | 876 2:16.20  |
| 21   | Györgyi Farkas            | 6013      | 932 14.33 s   | 978 1.80 m   | 764 13.55 m    | 822 25.72 s   | 871 6.07 m   | 793 46.52 m    | 853 2:17.83  |
| 22   | Grit Šadeiko              | 6013      | 1050 13.50 s  | 903 1.74 m   | 690 12.43 m    | 957 24.25 s   | 883 6.11 m   | 747 44.12 m    | 783 2:23.01  |
| 23   | Sofia Ifandidu            | 5947      | 1004 13.82 s  | 830 1.68 m   | 725 12.96 m    | 805 25.91 s   | 792 5.81 m   | 995 56.96 m♦   | 796 2:22.03  |
| 24   | Ivona Dadic               | 5935      | 898 14.58 s   | 978 1.80 m   | 674 12.19 m    | 953 24.29 s   | 850 6.00 m   | 702 41.82 m    | 880 2:15.90  |
| 25   | Sarah Cowley              | 5873      | 985 13.95 s   | 978 1.80 m   | 686 12.37 m    | 833 25.60 s   | 850 6.00 m   | 704 41.90 m    | 837 2:19.01  |
| 26   | Louise Hazel              | 5856      | 1053 13.48 s  | 724 1.59 m   | 715 12.81 m    | 935 24.48 s   | 780 5.77 m   | 809 47.38 m    | 840 2:18.78  |
| 27   | Ida Marcussen             | 5846      | 967 14.08 s   | 830 1.68 m   | 811 14.26 m    | 873 25.15 s   | 795 5.82 m   | 711 42.26 m    | 912 2:13.62  |
| 28   | Chantae McMillan          | 5688      | 1052 13.49 s  | 830 1.68 m   | 856 14.92 m    | 864 25.25 s   | 663 5.37 m   | 856 49.78 m    | 567 2:40.55  |
| 29   | Jennifer Oeser            | 5455      | 1062 13.42 s  | 978 1.80 m   | 805 14.16 m    | 944 24.39 s   | 871 6.07 m   | 795 46.61 m    | 0 DNF        |
| 30   | Julia Mächtig             | 5338      | 903 14.54 s   | 830 1.68 m   | 860 14.99 m    | 852 25.38 s s | 322 4.06 m   | 752 44.40 m    | 819 2:20.34  |
| 31   | Irina Karpowa             | 5319      | 949 14.21 s   | 830 1.68 m   | 640 11.68 m    | 849 25.42 s   | 759 5.70 m   | 586 35.75 m    | 706 2:28.93  |
| —    | Hyleas Fountain           | DNF       | 1170 12.70 s  | 1054 1.86 m  | 660 11.99 m    | 1016 23.64 s  | 865 6.05 m   | 319 21.60 m    | 0 DNS        |
| —    | Uhunoma Osazuwa           | DNF       | 1056 13.46 s  | 941 1.77 m   | 712 12.77 m    | 922 24.62 s   | 771 5.74 m   | DNS            | DNS          |
| —    | Karolina Tymińska         | DNF       | 1091 13.22 s  | 830 1.68 m   | 777 13.74 m    | 1009 23.71 s  | 0 NM         | DNS            | DNS          |
| —    | Natala Dobrynśka          | DNF       | 1040 13.57 s  | 1016 1.83 m  | 864 15.05 m    | 915 24.69 s   | 242 3.70 m   | DNS            | DNS          |
| —    | Sara Aerts                | DNF       | 1133 12.94 s  | 795 1.65 m   | 823 14.43 m    | DNF           | DNS          | DNS            | DNS          |
| —    | Aiga Grabuste             | DNF       | 1028 13.65 s  | 941 1.77 m   | 762 13.52 m    | DNS           | DNS          | DNS            | DNS          |
| —    | Margaret Simpson          | DNS       | DNS           | DNS          | DNS            | DNS           | DNS          | DNS            | DNS          |
| —    | Ludmyła Josypenko         | DSQ       |               |              |                |               |              |                |              |